# 沙堆乡
沙堆乡，是中华人民共和国四川省甘孜藏族自治州新龙县下辖的一个乡镇级行政单位。

## 行政区划
沙堆乡下辖以下地区：
然真村、各中村、科查村、俄巴村、通匡村、吕汝村、俄德村、觉里村、哈瓦村和龙各村。